# Billsta (Södertälje)
Billsta is een plaats in de gemeente Södertälje in het landschap Södermanland en de provincie Stockholms län in Zweden. De plaats heeft 68 inwoners (2005) en een oppervlakte van 21 hectare.